# Poil de Carotte (série télévisée d'animation)
Pour les articles homonymes, voir Poil de Carotte (homonymie).
Poil de Carotte est une série télévisée d'animation française en 26 épisodes de 26 minutes, librement adaptée du roman du même nom de Jules Renard publié en 1894, et diffusée entre le 30 juin 1999 et le 10 avril 2001 sur TF1 dans l'émission TF! Jeunesse,, puis entre le 11 juin et le 22 juillet 2005 entre le 26 juillet 2006 et le 8 juin 2008 sur France 5 dans Debout Les Zouzous Midi Les Zouzous et Bonsoir Les Zouzous.
Au Québec, elle a été diffusée à partir du 2 septembre 1997 sur Canal Famille.

## Synopsis
Poil de Carotte est un garçon de douze ans qui vit une existence malheureuse car il est constamment tourmenté par ses deux demi-frères, Félix et Ernestine, et maltraité par sa méchante belle-mère. Le père, autoritaire mais impartial, est constamment absent pour raison professionnelle. Par conséquent, Poil de Carotte n'a personne à qui se confier. Cependant, il ne se laisse pas abattre et il vivra, avec ironie et courage, de nombreuses aventures, au dénouement toujours heureux.

## Fiche technique
- Titre : Poil de carotte
- Réalisation : Jean Cubaud et Roger Héroux
- Direction artistique : Françoise Blanchard
- Montage : Marie Fontecave et Martine Zevort
- Musique : Paul Racer et Matt Son
- Production déléguée : Claude Carrere et Roger Héroux
- Production exécutive : Michèle Aragon
- Sociétés de production : Carrere Group, TF1, Rai et Victory
- Pays d'origine :  France
- Genre : série d'animation
- Durée : 26 minutes

## Distribution (voix)
- Charles Pestel : Poil de Carotte
- Pascale Jacquemont : Mme Lepic
- Hervé Caradec : M. Lepic
- Christophe Lemoine : Félix
- Sybille Tureau : Ernestine
- Patrice Baudrier : Fabrice
- Michel Castelain : le garde-champêtre
- Charlyne Pestel : Mathilde
- Antoine Tomé : Parrain
- Françoise Blanchard : Rémi, Agathe

 Source et légende : version française (VF) sur RS Doublage

## Épisodes
1. Les Boutons d'or
2. Julot
3. Le Hérisson
4. Pollux
5. La Pièce d'argent
6. Le Ruban
7. Le Concours
8. La Mer
9. Le Livre défendu
10. La Mi-carême
11. Honorine
12. Le Cerf-volant
13. L'Hameçon
14. La Chasse
15. Les Moutons
16. La Lanterne magique
17. La Montgolfière
18. Le Cirque
19. Les Patins
20. Le Télescope
21. La Grotte mystérieuse
22. Le Voyage à Paris
23. La Péniche
24. Le Château de Montdragon
25. L'Électricité
26. Le Rêve